# Reinkaos
Albums de Dissection
Maha Kali
(2004)
Reinkaos est le troisième et ultime album studio du groupe de death/black metal suédois Dissection. L'album est sorti le 30 avril 2006 sous le label Black Horizon Music.
Cet album est très à part par rapport à ses deux prédécesseurs. En effet, cet album a perdu quasiment tous les éléments black metal présents dans The Somberlain et Storm of the Light's Bane. Ce sont les éléments de death metal mélodique qui sont le plus mis en avant.
Une vidéo a été faite pour le titre Starless Aeon, qui est un des titres les plus connus de cet album.
La chanteuse Nyx 218 est la seconde vocaliste sur le titre Maha Kali.

## Musiciens
- Jon Nödtveidt − Chant, Guitare
- Set Teitan − Guitare, Chant
- Tomas Asklund - Batterie
- Nyx 218 - Chant sur le titre Maha Kali

## Liste des morceaux
| 1.    | Nexion 218             | 1:32 |
| 2.    | Beyond the Horizon     | 5:20 |
| 3.    | Starless Aeon          | 3:59 |
| 4.    | Black Dragon           | 4:48 |
| 5.    | Dark Mother Divine     | 5:44 |
| 6.    | Xeper-I-Set            | 3:09 |
| 7.    | Chaosophia             | 0:41 |
| 8.    | God of Forbidden Light | 3:42 |
| 9.    | Reinkaos               | 4:43 |
| 10.   | Internal Fire          | 3:20 |
| 11.   | Maha Kali              | 6:04 |
| 43:06 |                        |      |